# Фалиро (станция метро)
«Фа́лиро» (греч. Φάληρο) — станция метро Афинского метрополитена линии 1. Находится на расстоянии 2110 метров от станции метро «Пирей».
Станция открыта в 1882 году, в 1887 году были произведены работы по удлинению платформы, а к открытию летних олимпийских игр 2004 года была произведена реконструкция станции. Станция расположена в районе Неон-Фалироне в Пирее, от которого и получила своё название.
| Предыдущая станция | Линия   | Следующая станция |
| Пирей              | Линия 1 | Мосхато           |